# Маренич Анатолій Григорович
Анато́лій Григо́рович Маре́нич (* 30 (17) січня 1905, Харків — † 7 жовтня 1972, Свердловськ) — український та російський театральний актор й режисер. 1960 — народний артист РРФСР, нагороджений орденом Трудового Червоного Прапора.

## Життєпис
Походить з багатодітної родини. 1923 року закінчив Харківську драматичну студію Наросвіти; розпочав сценічну діяльність, дебютувавши в харківському театрі «Металіст».
Протягом 1924—1932 років виступав в опереткових трупах, зокрема, Києва, Ленінграда, Ростова-на-Дону, Ташкента, Харкова.
Починаючи 1933 роком — артист Свердловського театру музичної комедії.
У своїх сценічних образах поєднував гротескну гостроту з реалістичною достовірністю, критики в грі відмічали легкість діалогу, тонке чуття ритму, виразність пластичного малюнку ролі. Валерій Баринін звав його «фантастично талантливим коміком з трагічним лицем».
Вважається — разом з Г. М. Яроном та М. Г. Водяним — одним з найкращих радянських опереточних коміків.
Проживав в шлюбі з акторкою Свердловського театру музичної комедії Поліною Ємельяновою.
Починаючи 1991 роком, в Свердловському театрі музичної комедії присуджується Премія ім. А. Г. Маренича — «друзям театру» — за внесок у розвиток жанру оперети. В різні роки її лауреатами ставали Герард Васильєв, Максим Дунаєвський, Едуард Жердер, Ніна Енгель-Утіна, Галина Петрова, Володимир Смолін.
Деякі з виконаних ролей в театрі:
- 1935 — Митрусь — «Холопка» М. М. Стрельникова,
- 1938 — Яшка-артилерист — «Весілля в Малинівці» Б. О. Александрова,
- 1944 — Свіньїн, Плющихін — «Тютюновий капітан» В. В. Щербачова,
- 1955 — Кошкаров — «Марк Береговик» К. А. Кацман,
- 1965 — Трепло — «Чорний дракон» Д. Модуньйо,
- Яшка-буксир — «Біла акація» І. Дунаєвського,
- Філіпп — «Вільний вітер» І. Дунаєвського,
- Наполеон — «Баядера» І. Кальмана,
- Боні — «Сільва» І. Кальмана,
- Терентій Кузькін — «Анютині очка» Ю. Мілютіна,
- Бурмак — «Неспокійне щастя» Ю. Мілютіна,
- Богдан Сусік — «Трембіта» Ю. Мілютіна,
- Слизняк — «Чорна береза» А. Новикова,
- Аполінарій — «Вогники» Г. Свиридова,
- Агафон — «Сто чортів і одна дівчина» Т. Хрєнникова,
- Габардинов — «Золоте вино»,
- Еміль — «Роз-Марі»,
- Гаспар Ренодьє — «Шумить Середземне море…»

Знявся у фільмах:
- Мрозик — «У вогні броду нема», 1967,
- Шуфлері — «Звана вечеря з французами» (фільм-спектакль), 1970.